# Petalax kyrka
Petalax kyrka (finska: Petolahden kirkko) ligger i Malax kommun i Österbotten, Finland. Den är en rödmålad korskyrka byggd i fri nyklassicistisk stil. Kyrkan används av Petalax församling. 

## Historia
Petalax hörde i tiderna till Korsnäs kapellförsamling som i sin tur hörde till Närpes storsocken. Vägen till gudstjänsterna i Korsnäs var lång för Petalaxborna och drömmen om en egen kyrka var stark. År 1805 stod den blivande kyrkan färdig. Byggmästare var Nathanael Rönnblad från Pörtom. Först användes den som bönehus, men 1809 fick Petalaxborna lov att inviga byggnaden till kyrka.
Kyrkan har renoverats flera gånger sedan den byggdes. Den senaste renoveringen avslutades år 2013 och då hade kyrkan bland annat fått bergvärme, förbättrad dränering, uppdaterad brandsäkerhet, ett nytt servicehus och nya textilier samt blivit målad både på in– och utsidan. Också sakristian renoverades och altaret byggdes om.

## Interiör
Altartavlan är målad av allmogemålaren Isac Österholm 1861. Den föreställer Kristus på korset. 
Orgeln från Kangasala (1974) har nio stämmor.
Predikstolen är dekorerad med sex serafer och två ornament som föreställer lagtavlorna och ett kors med törnekrona. På väggen är en förgylld sol fäst, och från ljudhimlen hänger en vit duva.
De sexdelade fönstren med vardera 54 små blyinfattade rutor är unika i landet. 
Kyrkskeppet S:ta Catharina donerades till församlingen av Petalax hembygdsförening år 1996. Skeppet  är byggt av modellbyggare Juhani Yrjänäinen.

## Klockstapeln
Innan den nuvarande klockstapeln stod färdig användes en enkel klockställning med en klocka gjuten av S.A. Bremer i Stockholm år 1812. Klockstapeln byggdes 1832, med Henrik Kuorikoski från Kaustby som byggmästare. En andra klocka skaffades från Michael Rosteds gjuteri i Luvia 1837. Ringningen automatiserades 1974.

## Fattiggubben och lånemagasinet
Lånemagasinet, även kallat sockenmagasinet, togs i bruk år 1857. Det står strax utanför kyrkogårdens mur. Syftet med magasinet var att förvara och låna ut spannmål åt mantalsägare och att fördela hjälp bland fattiga. 
Fattiggubben på lånemagasinets vägg tillverkades av skräddaren, snickaren och spelmannen Johan Bergman år 1860. Idag ägs lånemagasinet av Petalax hembygdsförening.